# Episodul 6 (Twin Peaks)
Episodul 6, cunoscut și sub denumirea de „Realization Time”, este al șaptelea episod din primul sezon al serialului de televiziune american Twin Peaks. A fost regizat de Caleb Deschanel⁠(d) în baza unui material redactat de Harley Peyton⁠(d). În rolurile principale apar Kyle MacLachlan, Sherilyn Fenn și Eric Da Re⁠(d), iar în roluri secundare sunt Chris Mulkey și David Patrick Kelly⁠(d).
Agentul Biroului Federal de Investigații (FBI) Dale Cooper (MacLachlan) și șeriful orașului Twin Peaks Harry Truman (Ontkean) continuă să investigheze cazul uciderii Laurei Palmei (Lee⁠(d)) în micul oraș de munte; în același timp, omul de afaceri Benjamin Horne (Beymer) plănuiește să incendieze fabrica de cherestea a orașului cu scopul de a achiziționa terenul la un preț de nimic.
Deschantel menționează că episodul a fost realizat, asemenea celorlalte, pornind de la un scenariu⁠(d) de proporții reduse; regizorul consideră că acest fapt a contribuit la dezvoltarea personajelor și a dimensiunii lor psihologice pe lângă desfășurarea intrigii. Peyton a declara că redactarea dialogului pentru Dale Cooper a fost deosebit de dificilă, iar în cazul personajului Fenn - Audrey Horne - a reprezentat o adevărată plăcere. A fost difuzat pentru prima dată în 17 mai 1990, fiind urmărit de aproximativ 17% din publicul disponibil în timpul transmisiunii. Episodul a primit recenzii pozitive din partea criticilor.

## Intriga

### Context
Micul oraș Twin Peaks, Washington, este șocat de uciderea liceenei Laura Palmer (Sheryl Lee) și de tentativa de omor asupra colegei sale Ronette Pulaski (Phoebe Augustine⁠(d)). Agentul special FBI Dale Cooper (Kyle MacLachlan) sosește în oraș pentru a investiga cazul, iar primii suspecți sunt iubitul lui Palmer, Bobby Briggs (Dana Ashbrook⁠(d)), și iubitul secret al acesteia, James Hurley (James Marshall )⁠(d). Totuși, ceilalți locuitori ai orașului îl bănuiesc pe traficantul de droguri Leo Johnson (Eric Da Re⁠(d)), în special soția sa Shelly (Mädchen Amick⁠(d)), care a descoperit o cămașă pătată de sânge printre bunurile sale. Între timp, Cooper suspectează că a descoperit locul crimei în casa traficatului de droguri Jacques Renault (Walter Olkewicz⁠(d)); pasărea sa myna⁠(d) este confiscată drept dovadă.

### Evenimente
Cooper se întoarce în camera sa de hotel și o găsește pe Audrey Horne (Sherilyn Fenn) în patul său; îi aduce la cunoștință că între ei nu poate exista o relație din cauza funcției sale și se duce la restaurantul hotelului pentru a cumpăra mâncare pentru amândoi. În dimineața următoare, el și șeriful Truman (Michael Ontkean) plănuiesc să viziteze clandestin One Eyed Jacks, un cazinou și bordel aflat la granița dinte Canada și SUA, unde Renault lucrează. Aceștia merg la cazionu împreună cu Ed Hurley (Everett McGill⁠(d)), Cooper rechiziționând 10.000 de dolari de la FBI cu scopul de a da impresia unui jucător serios.
Un Johnson rănit își spionează propria casa, fiind martor la întâlnirile dintre Shelly și Biggs. Soția sa este îngrozită de faptul că Johnson se va întoarce și o va ucide, dar Briggs îi garantează se va descotorosi de el. De asemenea, Johnson ascultă la stația radio din camionul său conversațiile polițiștilor și află că pasărea myna este considerată drept martor, deoarece are capacitatea de a imita vorbirea și ar putea oferi indicii. În acea noapte, el împușcă mortal pasărea prin fereastra stației de poliție. În ciuda acestei acțiuni, un magnetofon pornit era lăsat lângă cușca păsării, iar agentul FBI reușește să găsească afirmația „Leo, nu!” printre înregistrări.
James Hurley, Donna Hayward (Lara Flynn Boyle) și Madeline Ferguson (Lee) ascultă casetele găsite în dormitorul Laurei; toate sunt monologuri adresate psihiatrului Laurence Jacoby (Russ Tamblyn). Unul dintre ele - datat în noaptea morții sale - lipsește; grupul plănuiește să profite de faptul că Ferguson seamănă leit cu Laura pentru a-i distrage atenția lui Jacoby suficient de mult încât să poată sustrage caseta care lipsește. În același timp, Hurley și Hayward sunt urmăriți de la mare distanță de Briggs, care este la rândul său spionat de un individ necunoscut. Briggs ascunde o pungă cu cocaină în rezervorul motocicletei lui Hurley.
Între timp, Audrey începe să lucreze la magazinul tatălui său, pe același post ocupat atât de Laura, cât și de Pulaski înainte de dispariția lor. Audrey spionează o colegă de serviciu care primește nenumărate cadouri și o funcție din partea managerului, iar mai târziu descoperă numele ambelor fete răpite în registrul său privat. După ce găsește adresa cazinoului One Eyed Jacks, Audrey îl vizitează și se angajează sub un nume fals. Blackie O'Reilly (Victoria Catlin⁠(d)), madama bordelului, ezită să o angajeze, dar este convinsă când Audrey face un nod dintr-o coadă de cireașă cu limba sa.
Catherine Martell (Piper Laurie⁠(d)) află că pe numele său a fost încheiată o nouă poliță de asigurare de către Josie Packard (Joan Chen) și Benjamin Horne (Richard Beymer). Martell plănuise împreună cu Horne să incendieze fabrica lui Packard pentru a cumpăra ieftin proprietatea. Packard discută cu Horne la telefon, fiind dispusă să distrugă fabrica, dar cu condiția ca aceasta să fie incendiată cu Martell înăuntru. După încheierea conversației, publicul descoperă că recent eliberatul Hank Jennings (Chris Mulkey) a fost alături de ea pe tot parcursul discuției.